# Oberndorf am Lech
Oberndorf am Lech település Németországban, azon belül Bajorországban. Lakosainak száma 2689 fő (2023. december 31.).

## Népesség
A település népessége az elmúlt években az alábbi módon változott:
| Lakosok száma | 540  | 1160 | 1295 | 1907 | 2390 | 2395 | 2486 | 2526 | 2638 | 2689 |
|               | 1875 | 1950 | 1975 | 1987 | 2012 | 2014 | 2016 | 2017 | 2021 | 2023 |